# Gūgarchīnak
Gūgarchīnak (persiska: گُوَرچينَك, گُّگَر چينَك, گُهار چانَك, گورچينَك, گُوگَرچينيك, گوگرچينك, Govarchīnak) är en ort i Iran.   Den ligger i provinsen Zanjan, i den nordvästra delen av landet, 300 km väster om huvudstaden Teheran. Gūgarchīnak ligger 1 637 meter över havet och antalet invånare är 738.
Terrängen runt Gūgarchīnak är platt åt nordost, men åt sydväst är den kuperad.Runt Gūgarchīnak är det ganska glesbefolkat, med 34 invånare per kvadratkilometer. Närmaste större samhälle är Garm Āb, 8,2 km sydost om Gūgarchīnak. Trakten runt Gūgarchīnak består i huvudsak av gräsmarker.